# Кулеша, Ирина Михайловна
Ири́на Миха́йловна Куле́ша (бел. Ірына Міхайлаўна Кулеша; род. 26 июня 1986, Оберовщина, Брестская область) — белорусская тяжелоатлетка, выступавшая в весовой категории до 75 кг, неоднократная чемпионка и рекордсменка Беларуси. Заслуженный мастер спорта Республики Беларусь (2012). Представляла Брестскую область и Вооружённые Силы Республики Беларусь, звание — старший лейтенант.

## Биография
Родилась в деревне Оберовщина Каменецкого района. Заниматься тяжёлой атлетикой начала в Брестском училище олимпийского резерва в 2001 году, до этого занималась спортом в СДЮШОР «Пуща» Каменецкого района. Первый тренер — Александр Владимирович Самодаев (после Олимпиады в Пекине — Виктор Анатольевич Шилай).
На Олимпийских играх 2012 года в Лондоне стала бронзовым призёром, однако спустя 4 года была уличена в применении допинга (туринабол и станозолол) и лишена медали, а пробы с Олимпийских игр 2008 года в Пекине дали положительный анализ на дегидрохлорометил-тестостерон.
Окончила Мозырский педагогический университет по специальности «физическая культура».
Замужем, воспитывает двух дочерей.

## Результаты выступлений
| Год  | Соревнование                 | Место проведения | Весовая категория | Рывок  | Толчок | Сумма  | Место |
| ---- | ---------------------------- | ---------------- | ----------------- | ------ | ------ | ------ | ----- |
| 2004 | Чемпионат мира среди юниоров | Минск            | до 75 кг          | 95     | 110    | 205    | 4     |
| 2006 | Чемпионат мира среди юниоров | Ханчжоу          | до 75 кг          | 105    | —      | —      | —     |
| 2006 | Чемпионат мира               | Санто-Доминго    | до 75 кг          | 97     | 115    | 212    | 16    |
| 2007 | Чемпионат Беларуси           | Борисов          | до 75 кг          | 105    | 125    | 230    | 2     |
| 2007 | Чемпионат Европы             | Страсбург        | до 75 кг          | 106    | 121    | 227    | 8     |
| 2007 | Чемпионат мира               | Чиангмай         | до 75 кг          | 105    | 121    | 226    | 9     |
| 2008 | Кубок Беларуси               |                  | до 75 кг          |        |        |        | 1     |
| 2008 | Олимпийские игры             | Пекин            | до 75 кг          | 118    | 137    | 225    | DSQ   |
| 2010 | Чемпионат мира               | Анталья          | до 75 кг          | 120    | 135    | 255    | 4     |
| 2011 | Чемпионат мира               | Париж            | до 75 кг          | 121    | 140    | 261    | 4     |
| 2012 | Кубок Беларуси               | Минск            | до 75 кг          | 110    | 137    | 247    | 1     |
| 2012 | Чемпионат Беларуси           | Минск            | до 75 кг          | 122 NR | 135    | 257    | 1     |
| 2012 | Олимпийские игры             | Лондон           | до 75 кг          | 121    | 148    | 269 NR | DSQ   |